# 三平・美どりのドキドキ生放送
『三平・美どりのドキドキ生放送』（さんぺい・みどりのドキドキなまほうそう）は、1975年10月1日から1976年3月31日までフジテレビ系列局で放送されていたフジテレビ製作のバラエティ番組である。放送時間は毎週月曜 - 金曜 12:15 - 13:00 （日本標準時）。

## 概要
当時の人気落語家である初代林家三平とその娘の海老名美どりが司会を務めていた帯番組で、週5日間毎日ヤクルトホールで公開生放送を行っていた。三平と美どりは、この番組で初の父娘共演を果たした。

## 放送内容
- 月曜：（週替わり）
- 火曜：（週替わり）
- 水曜：イヨォ！お隣さん！
- 木曜：親バカ花嫁売り込み合戦
- 金曜：男のハプニング・女のハプニング（1週交替）